# Phalacrotophora punctifrons
Phalacrotophora punctifrons är en tvåvingeart som beskrevs av Charles Thomas Brues 1924. Phalacrotophora punctifrons ingår i släktet Phalacrotophora och familjen puckelflugor.
Artens utbredningsområde är Taiwan. Inga underarter finns listade i Catalogue of Life.